# 吕鸿宾

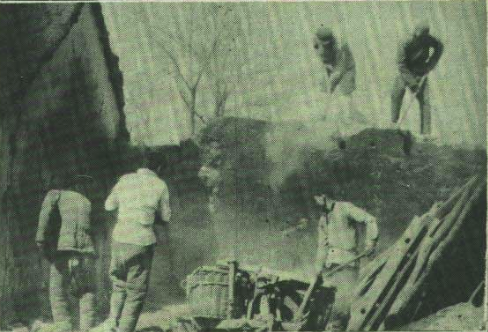
1951年，吕鸿宾互助组

吕鸿宾（1911年—1990年），山东莒州人，中华人民共和国政治人物。
担任劳模。山东省第一个成立农业生产合作社。1954年，当选第一届全国人民代表大会代表。